# نيسا صبيان
نيسا صبيان (بالإندونيسية: Nissa Sabyan)‏ هي مغنية وممثلة إندونيسية.

## روابط خارجية
نيسا صبيان على موقع IMDb (الإنجليزية)